# Carlos Duarte Costa
Carlos Duarte Costa (Rio de Janeiro, 21 luglio 1888 – Rio de Janeiro, 26 marzo 1961) è stato un vescovo cattolico brasiliano. Fu il fondatore della Chiesa cattolica apostolica brasiliana, una Chiesa cattolica indipendente, e della sua rete internazionale, che molto tempo dopo la sua morte divenne la Comunione mondiale delle Chiese apostoliche cattoliche.
Già vescovo cattolico di Botucatu, fu scomunicato da papa Pio XII per scisma dopo anni di confronto su diverse questioni dottrinali e canoniche (come le sue opinioni sul celibato clericale). Duarte Costa fu canonizzato come "San Carlos del Brasile" dalla Chiesa cattolica apostolica brasiliana.

## Primi anni di vita e ministero nella Chiesa cattolica
Carlos Duarte Costa nacque nella residenza di suo zio Eduardo Duarte e Silva a Rio de Janeiro il 21 luglio 1888. Suo padre era João Matta Francisco Costa e sua madre Maria Carlota Duarte da Silva Costa, che proveniva da una famiglia fortemente impegnata in politica e nel servizio pubblico. Completò gli studi primari presso il Collegio salesiano "Santa Rosa" a Niterói e il 24 luglio 1897 ricevette la prima comunione nella cattedrale di Uberaba dalle mani di suo zio, monsignor Eduardo Duarte e Silva. Nello stesso anno fu portato da suo zio a Roma per studiare al Pontificio Collegio Pio Latino-Americano, un seminario gestito dalla Compagnia di Gesù. Nel 1905 tornò in Brasile per motivi di salute ed entrò in un seminario agostiniano a Uberaba, dove proseguì gli studi filosofici e teologici. Tuttavia non riuscì a completarli e a qualificarsi per l'ordinazione. Suo zio intervenne per garantire suo nipote.
Dopo l'ordinazione a diacono, servì nella chiesa cattedrale di Uberaba sotto lo zio.
Il 1º aprile 1911 fu ordinato presbitero per l'arcidiocesi di Rio de Janeiro da monsignor Eduardo Duarte e Silva. Lavorò con suo zio a Uberaba come segretario della diocesi. A Duarte Costa fu assegnato il titolo di monsignore per la pubblicazione di un catechismo per bambini. In seguito fu promosso a protonotario apostolico e segretario generale dell'arcidiocesi di Rio de Janeiro, prestando servizio fino al 1923.
Il 4 luglio 1924 papa Pio XI lo nominò vescovo di Botucatu. Ricevette l'ordinazione episcopale l'8 dicembre successivo nella cattedrale metropolitana di Rio de Janeiro dall'arcivescovo coadiutore di Rio de Janeiro Sebastião Leme da Silveira Cintra, co-consacranti il vescovo di Ribeirão Preto Alberto José Gonçalves e quello di Espírito Santo Benedito Paulo Alves de Souza.

## Tentativi di riforma della Chiesa e della società
Negli anni '30 Duarte Costa divenne profondamente coinvolto nei cambiamenti sociali e politici in atto in Brasile. L'economia del Brasile era crollata nel 1929 a seguito della Grande depressione e un regime militare populista aveva assunto il potere nel 1930. Guidato da Getúlio Vargas, il nuovo governo attuò politiche irregolari nei suoi primi anni, a volte anticlericali e anti-aristocratiche, a volte nella direzione opposta. Nel 1932 Duarte Costa divenne un importante portavoce della Lega elettorale cattolica, che fu organizzata dalla Chiesa per fare pressioni perché le leggi e gli atti di governo si ispirassero a principi cristiani.
Nel 1932 Duarte Costa ebbe un ruolo attivo nella Rivoluzione costituzionalista, un tentativo fallito di ripristinare il governo costituzionale in Brasile. Formò un "battaglione del vescovo" per combattere dalla parte delle truppe costituzionaliste e aiutò a finanziare il battaglione vendendo beni diocesani e personali. Il battaglione di Duarte Costa non combatté mai e ciò fu una fonte di delusione per lui. Il sostegno di Duarte Costa alla Rivoluzione costituzionalista gli valse l'animosità del presidente Getúlio Vargas e segnò l'inizio di un lungo periodo di difficili relazioni tra Duarte Costa e il governo brasiliano.
Nel 1936 compì la sua seconda visita ad limina e incontrò papa Pio XI. Si ritiene che abbia presentato al papa un elenco di proposte di riforma radicale per la Chiesa del Brasile, anche se non esiste alcuna testimonianza di ciò. Durante questo periodo divenne amico di un altro sacerdote schietto che avrebbe raggiunto una fama mondiale, Hélder Pessoa Câmara.

## Vescovo titolare di Maura
Il 22 settembre 1937 papa Pio XI accettò la sua rinuncia al governo pastorale della diocesi e lo nominò vescovo titolare di Maura. Duarte Costa lasciò la Curia diocesana, ma rimase a Rio de Janeiro. Ottenne il sostegno di un protettore, il cardinale Sebastião Leme da Silveira Cintra, che gli concesse il permesso di tenere una cappella privata. Fondò allora la rivista Nossos ("La nostra") come veicolo per diffondere la devozione alla Beata Vergine Maria.
Presto, tuttavia, Duarte Costa riprese le sue critiche verbali al governo e all'amministrazione della Chiesa nazionale, che considerava un accessorio al maltrattamento dei poveri in Brasile. Criticò apertamente alcune encicliche papali, tra cui la Rerum Novarum di papa Leone XIII e la Quadragesimo Anno e la Divini Redemptoris di papa Pio XI.
Nel 1942 diversi sacerdoti e suore di origini tedesche e italiane furono arrestati in Brasile per aver operato su trasmettitori radio clandestini, presumibilmente trasmettendo informazioni ai governi tedesco e italiano. Duarte Costa dichiarò pubblicamente che questi individui erano solo la punta dell'iceberg e affermò che la maggior parte del clero tedesco e italiano in Brasile erano agenti dei regimi nazista tedesco e fascista italiano. Per via della loro presunta mancanza di lealtà, Duarte Costa invitò alle dimissioni tutti i chierici tedeschi e italiani.
Nel 1944 ottenne ulteriore notorietà scrivendo una brillante prefazione alla traduzione brasiliana di The Soviet Power del reverendo Hewlett Johnson, il decano anglicano di Canterbury noto come "il decano rosso" per il suo sostegno senza compromessi all'Unione Sovietica. Duarte Costa mantenne la sua fedeltà ai partiti di sinistra, chiedendo l'istituzione di un "comunismo cristiano" in contrasto con il "fascismo della chiesa romana".
Finché godeva della protezione del cardinale Sebastião Leme da Silveira Cintra, l'attivismo politico di Duarte Costa procedette senza troppi problemi. Tuttavia, subito dopo la morte del cardinale, Duarte Costa fu formalmente accusato dal governo brasiliano di essere un simpatizzante comunista. Fu arrestato il 6 giugno 1944 e imprigionato a Belo Horizonte. Il mese seguente il Tribunale ecclesiastico gli proibì di predicare o ascoltare confessioni, come punizione per la sua indisciplina. Rimase imprigionato fino al 6 settembre 1944, quando fu rilasciato in risposta alle pressioni delle ambasciate del Messico e degli Stati Uniti d'America per suo conto.

## Scomunica
Dopo il suo rilascio dalla prigione Carlos Duarte Costa si ritrovò presto nei guai. Nel maggio del 1945 rilasciò interviste ai giornali nelle quali accusava il nunzio apostolico in Brasile Benedetto Aloisi Masella di spionaggio in favore dei nazifascisti e la Santa Sede di aver aiutato e incoraggiato Adolf Hitler. Accusò inoltre la Curia romana di assistere i criminali di guerra nazisti nella loro fuga dall'Europa. Inoltre, annunciò i piani per istituire la propria Chiesa cattolica apostolica brasiliana. In essa i sacerdoti avrebbero potuto sposarsi e svolgere lavori regolari nel mondo laico. Le confessioni personali e la preghiera del rosario sarebbero stati aboliti e i vescovi sarebbero stati eletti con voto popolare.
In risposta alla continua insubordinazione di Duarte Costa, il 2 luglio 1945 la Santa Sede gli impose la pena della scomunica. Dopo essere stato informato della sua scomunica, Duarte Costa rispose dicendo: "Considero questo uno dei giorni più felici della mia vita". Immediatamente si proclamò "arcivescovo di Rio de Janeiro" e disse alla stampa che sperava presto di ordinare dieci avvocati sposati e professionisti come sacerdoti della sua nuova Chiesa.

## Fondazione della Chiesa cattolica apostolica brasiliana
Pochi giorni dopo aver appreso della sua scomunica, Duarte Costa fondò la Chiesa cattolica apostolica brasiliana. Il suo statuto fu pubblicato nel registro federale il 25 luglio e la Chiesa fu legalmente registrata come associazione civile. Il 18 agosto 1945 Duarte Costa pubblicò una "Dichiarazione alla nazione", in cui criticava nuovamente la Chiesa cattolica romana e promuoveva la sua nuova Chiesa nazionale. Sebbene fosse già stato scomunicato, il 24 luglio 1946 fu dichiarato "scomunicato a vita". Questo proibì ai cattolici di associarsi con lui.

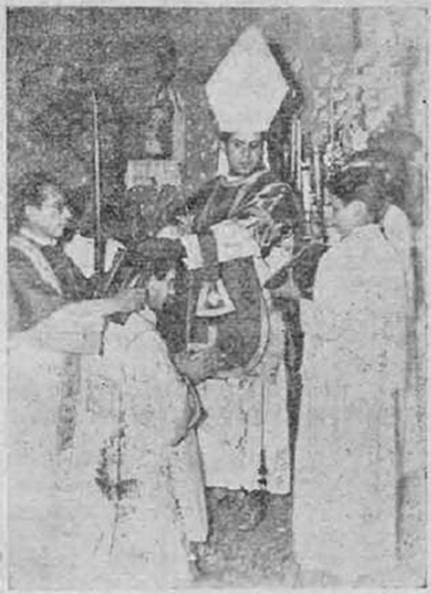
Carlos Duarte Costa ordina sacerdote padre Esteban Corradi nel 1948.

Dopo aver fondato la sua Chiesa, Duarte Costa continuò a usare gli stessi paramenti, insegne e riti della Chiesa cattolica. I cardinali Carlos Carmelo de Vasconcelos Motta e Jaime de Barros Câmara si appellarono al Ministro della giustizia e al presidente stesso perché emettessero un'ingiunzione contro di lui e contro la sua Chiesa. Il 27 settembre 1948 le sue chiese furono chiuse dai tribunali, per il fatto che stavano ingannando il pubblico, che riteneva fossero chiese e chierici cattolici. Duarte Costa lanciò rapidamente un appello e nel 1949 la Corte Suprema decretò che la Chiesa cattolica apostolica brasiliana poteva riaprire le sue porte a condizione che usasse una liturgia modificata e che i suoi chierici indossassero una tonaca grigia per ridurre al minimo il rischio di confusione con i chierici cattolici romani che utilizzano una talare di colore nero.
Con la formazione della Chiesa cattolica apostolica brasiliana, Duarte Costa attuò una serie di riforme per risolvere quelli che considerava problemi nella Chiesa cattolica romana. Il celibato ecclesiastico fu abolito e vennero applicate le regole per la riconciliazione delle persone divorziate. La liturgia fu tradotta in volgare e, in emulazione di un breve esperimento in Francia, ci si aspettava che il clero vivesse e lavorasse tra la gente e sostenesse sé stesso e i loro ministeri con un impiego secolare. Secondo Randolph A. Brown, in breve tempo la Chiesa cattolica apostolica brasiliana iniziò a essere identificata come la "Chiesa dei poveri".
Negli anni immediatamente successivi alla fondazione della Chiesa, Duarte Costa consacrò quattro vescovi, Salomão Barbosa Ferraz (il 15 agosto 1945), Jorge Alves de Souza e Antidio Jose Vargas (entrambi nel 1946) e Luis Fernando Castillo Méndez (il 3 maggio 1948). Questi vescovi intendevano istituire Chiese nazionali cattoliche autonome simili in molti altri paesi dell'America Latina. Le relazioni tra i vescovi non furono sempre buone e Duarte Costa combatté aspramente con Ferraz fin dai primi giorni della sua Chiesa. La sua relazione più controversa e litigiosa fu comunque quella con Castillo Méndez, che egli denunciò ripetutamente per frode e ciarlataneria. Duarte Costa in totale consacrò undici vescovi. In seguito Ferraz entrò in comunione con la Chiesa cattolica e la Santa Sede riconobbe la validità della sua ordinazione.
Duarte Costa fu a capo della Chiesa cattolica apostolica brasiliana e delle sue affiliate internazionali per sedici anni, fino alla sua morte nel 1961, quando si diceva che la sua Chiesa in Brasile fosse cresciuta fino a raggiungere i 60 000 membri.
La sua riflessione teologica e le attività pastorali da lui condotte erano focalizzate sulla prassi senza rinunciare alle scienze sociali per comprendere la realtà. Questo lo rende uno dei precursori della teologia della liberazione, combattuta ancora oggi dai settori conservatori della Chiesa cattolica romana per l'impronta marxista e materialista di alcune sue forme. Alcuni teologi della Chiesa fondata da Duarte Costa rivendicano il suo status di precursore di questa scuola teologica.

## Morte ed eredità
Duarte Costa morì serenamente nel sonno a Rio de Janeiro il 26 marzo 1961, domenica delle Palme, all'età di 72 anni. A quel tempo, la Chiesa cattolica apostolica brasiliana contava 50 sacerdoti e 37 vescovi, con molte congregazioni riunite in case private. Duarte Costa era accreditato ed elogiato dalla Chiesa per i suoi atti di carità per i poveri e la sua forte devozione per la Beata Vergine Maria e l'Eucaristia. È sepolto in una cripta sita al numero 54 di via del Couto a Rio de Janeiro.
I vescovi consacrati da Duarte Costa continuarono a consacrare dozzine di vescovi, molti dei quali avevano solo rapporti tenui con la Chiesa brasiliana. I vescovi che risalgono alla successione apostolica di Duarte Costa formarono numerose altre confessioni cattoliche indipendenti negli Stati Uniti d'America, in Europa e in America Latina, la maggior parte delle quali non ha legami formali con la Chiesa cattolica apostolica brasiliana. I vescovi della Comunione mondiale delle Chiese apostoliche cattoliche sono stati tutti consacrati sub conditione per garantire il riconoscimento del loro lignaggio. Molti vescovi consacrati detengono anche la successione apostolica dei vescovi vetero-cattolici.
Negli anni successivi alla sua morte ci furono molte notizie su grazie e miracoli ottenuti da persone che pregavano per l'intercessione di Duarte Costa. Il 4 luglio 1970, dopo aver riconosciuto ufficialmente il suo lavoro per i poveri e la Chiesa si tenne una messa di canonizzazione a Rio de Janeiro durante la quale la Chiesa cattolica apostolica brasiliana assegnò ufficialmente a Duarte Costa il titolo di "San Carlos del Brasile". È considerato il santo patrono della Chiesa cattolica apostolica brasiliana e del cattolicesimo indipendente.

## Genealogia episcopale e successione apostolica
La genealogia episcopale è:
- Cardinale Scipione Rebiba
- Cardinale Giulio Antonio Santori
- Cardinale Girolamo Bernerio, O.P.
- Arcivescovo Galeazzo Sanvitale
- Cardinale Ludovico Ludovisi
- Cardinale Luigi Caetani
- Cardinale Ulderico Carpegna
- Cardinale Paluzzo Paluzzi Altieri degli Albertoni
- Papa Benedetto XIII
- Papa Benedetto XIV
- Papa Clemente XIII
- Cardinale Bernardino Giraud
- Cardinale Alessandro Mattei
- Cardinale Pietro Francesco Galleffi
- Cardinale Giacomo Filippo Fransoni
- Cardinale Carlo Sacconi
- Cardinale Edward Henry Howard
- Cardinale Mariano Rampolla del Tindaro
- Cardinale Joaquim Arcoverde de Albuquerque Cavalcanti
- Cardinale Sebastião Leme da Silveira Cintra
- Vescovo Carlos Duarte Costa

La successione apostolica è:
- Vescovo Salomão Barbosa Ferraz (1945)